# Bronisław Pędziński
Bronisław Pędziński (ur. 21 sierpnia 1904 w Murowanej Goślinie, zm. 24 września 1972 w Geelong) – polski nauczyciel, działacz polonijny w Australii, więzień KL Auschwitz.

## Życiorys
Urodził się 21 sierpnia w Murowanej Goślinie w rodzinie Bolesława i urodzonej w Promnicach Marianny Anny z domu Behr. Po ukończeniu seminarium nauczycielskiego pracował jako nauczyciel w szkole podstawowej w Popowie Tomkowym, której został kierownikiem. W 1933 ożenił się z Anną Mikołajewską z Dębogóry W 1935 roku został wybrany członkiem komisji rewizyjnej nowo założonego Kółka Rolniczego w Popowie. Po wybuchu wojny poinformowany o potencjalnym zatrzymaniu przez Niemców wyjechał do Krakowa, gdzie został zatrzymany i przewieziony do KL Auschwitz. Tam zajmował się biblioteką obozową mieszczącą się w bloku nr 7, później w bloku nr 24. Z numerem obozowym 280 więziony w Auschwitz do roku 1944, kiedy to został przeniesiony do KL Mauthausen. Po wyzwoleniu obozu uczył w szkole dla polskich dzieci, został kierownikiem obwodu szkolnego w Stuttgarcie. W 1949 wyjechał do Australii i osiedlił się w Geelong. W 1950 został inicjatorem utworzenia chóru kościelnego i jego dyrygentem. W 1952 był jednym z założycieli Związku Polaków. Zmarł 24 września 1972 i został pochowany na Geelong Western Public Cementary.